# 馬歇爾蘭丁 (伊利諾伊州)
馬歇爾蘭丁（英語：Marshall Landing）是位於美國伊利諾伊州卡爾霍恩縣的一個非建制地區。該地的面積和人口皆未知。

## 地理
馬歇爾蘭丁的座標為38°57′27″N 90°30′21″W / 38.95750°N 90.50583°W，而該地的平均海拔高度為127米（即417英尺）。